# Gottschalk von Orbais
Gottschalk von Orbais (auch: Gottschalk der Sachse oder Godescalcus) (* um 803; † um 869 in der Abtei Hautvillers) war ein frühmittelalterlicher Gelehrter, Mönch und Dichter. Er entwickelte die Lehre von der gemina praedestinatio, der doppelten Vorherbestimmung, in Anlehnung an Augustinus. Ihretwegen geriet er in Auseinandersetzung mit dem Mainzer Erzbischof Rabanus Maurus und Erzbischof Hinkmar von Reims und wurde schließlich zu lebenslanger Kerkerhaft sowie stetem Schweigen verurteilt.

## Leben

### Kindheit und Jugend im Kloster
Gottschalk entstammte einem sächsischen Adelsgeschlecht (Sohn des „Grafen Berno“) und wurde, wahrscheinlich im Alter von sechs oder sieben Jahren, von seinen Eltern dem Kloster Fulda (Benediktiner) als Oblatus übergeben, wobei auch sein Erbteil in die Obhut des Klosters kam. Er erhielt dort eine umfassende Ausbildung. Vieles spricht dafür, dass Gottschalk auch zwei Jahre im Kloster Reichenau zubrachte und sich dort u. a. mit Walahfrid anfreundete.

### Auseinandersetzung um die Profess
Als es zum Ordensgelübde (Profess) kommen sollte, normalerweise etwa zwischen dem 16. bis 18. Lebensjahr, weigerte Gottschalk sich, das Gelübde abzulegen. Er nahm für sich als freier Sachse in Anspruch, selbst über sein Schicksal zu entscheiden, und wollte das Kloster verlassen. Damit bestritt er die Rechtmäßigkeit seines Status als oblatus, obwohl der Brauch, Kinder ungefragt in die Obhut von Klöstern zu geben, damals und weit bis in das 12. Jahrhundert hinein üblich war. Gottschalk verlangte zudem, dass ihm sein Erbteil zurückerstattet werde, und wurde dabei von seinen Verwandten unterstützt. Sein damaliger Abt und Lehrer Rabanus Maurus (Hrabanus) weigerte sich jedoch, diesem Ansinnen nachzugeben.
Daraufhin appellierte Gottschalk 829 bei der Synode von Mainz. Diese entschied in seinem Sinne. Hrabanus vollzog jedoch eine Zwangsprofess und hielt Gottschalk im Kloster fest.
Gottschalk rief daraufhin eine weitere Synode und auch den König an. Wegen der dürftigen Quellenlage gibt es in der Forschung keine allgemein akzeptierte Ansicht darüber, wie endgültig über sein Schicksal entschieden worden ist. Kurt Flasch und andere Experten vertreten die Ansicht, man habe letztlich doch Hraban rechtgegeben und Gottschalk lediglich gestattet, das Kloster zu wechseln. Dagegen vertritt etwa Gangolf Schrimpf die These, es sei auch möglich, dass Gottschalk tatsächlich vom erzwungenen Gelübde entbunden wurde und möglicherweise sogar einige Zeit als Laie außerhalb der Klostermauern gelebt habe.

### Vertiefende Studien
Gesichert ist, dass Gottschalk einige Jahre später im Westen des Fränkischen Reichs wieder als Mönch in Erscheinung trat. Sicher bezeugt ist dies für das Kloster Orbais; wahrscheinlich ist außerdem ein Aufenthalt in Corbie.
Nach seiner Priesterweihe vertiefte Gottschalk seine Studien u. a. in Hinblick auf die Schriften der Kirchenväter, mit Schwerpunkt auf der Lehre des Augustinus. Daneben schrieb er Gedichte und trieb grammatische Studien. Außerdem korrespondierte er mit Freunden aus der Jugendzeit (z. B. Walahfrid) sowie bedeutenden Gelehrten wie Ratramnus von Corbie über poetische und philosophisch-theologische Fragen.

### Lehre von der Prädestination
Seine Auseinandersetzung mit Augustinus führte ihn schließlich zu einer seinerzeit äußerst radikalen Auffassung von der sogenannten Prädestination (der Vorherbestimmung durch Gott), mit der er auch in Schrift und Wort nach außen trat. Dabei bediente er sich des wohl erstmals bei Isidor von Sevilla zu findenden Ausdrucks der gemina praedestinatio, also der doppelten Vorherbestimmung. Diese Auffassung vertritt, verkürzt ausgedrückt, den Standpunkt, Gott habe schon vor ihrer Geburt nicht nur die Erlösten ausgewählt, sondern ebenso jene vorherbestimmt, die vor ihm keine Gnade finden werden (vgl. dazu die rigide Gnadenlehre des späten Augustin).
Über derartige Fragen theologische Debatten zu führen war in jener Zeit eher unüblich. Gottschalk wollte aber der offiziellen Augustin-Auslegung seiner Zeit seine eigenen Gedanken zur Seite stellen. Er geriet damit – auch wegen seines teils ungestümen Charakters – in Widerspruch zur offiziellen christlichen Theologie, da die Annahme einer doppelten Prädestination letzten Endes den Sinn einer weltlichen Kirchenorganisation in Frage stellt. In der wissenschaftlichen Literatur zu diesem Thema ist es umstritten, ob Hraban, der als Erster auf Gottschalks Wiederbelebung der augustinischen Gnadenlehre reagierte, dessen Theoreme bewusst verfälschte oder einfach theologisch überfordert war. Jedenfalls hat er die Ausführungen seines ehemaligen Schülers falsch dargestellt und auch nicht-folgerichtige Schlüsse daraus abzuleiten versucht. Dies führte zu ersten Anschuldigungen gegen Gottschalk, unter anderem zu der, er entmutige die Menschen, woraufhin sie sich von Gott und der Kirche abwenden und ins Unheil laufen würden.

### Missionierungsreisen in Italien und auf dem Balkan
Gottschalk begab sich gegen 838 zuerst nach Italien und später auf den Balkan. Dort predigte er die Lehre von der doppelten Prädestination und hatte dabei deutlichen Zulauf. Vielleicht ein bloßer Zufall, nämlich der Umstand, dass zwei Mönche aus der Umgebung Hrabans auf dem Rückweg von Rom dies bemerkten, setzte daraufhin eine Ereigniskette in Gang, die Gottschalk, nach einem Wort Albert Haucks, „zum ersten mittelalterlichen Märtyrer des Augustinismus“ machte. Denn Hrabanus Maurus, der inzwischen (847) Erzbischof von Mainz geworden war, nahm die Berichte von Gottschalks Wirken in Italien zum Anlass, sich erneut mit ihm auseinanderzusetzen. Die Forschung kann wegen der dürftigen Quellenlage nicht genau sagen, ob der inzwischen von Hraban als Häretiker betrachtete Mönch sich dem Balkan zuwandte, weil der Erzbischof und sogenannte Praeceptor Germaniae bei seinem italienischen Gastgeber intervenierte, oder ob Gottschalk das ohnehin vorhatte. Fest steht aber, dass Hraban in Italien gegen ihn intrigierte und zudem begann, Gottschalk auch bei seinem obersten Kirchenherrn im nunmehr Westfränkischen Reich, Erzbischof Hinkmar von Reims, anzuschwärzen.

### Reichssynode in Mainz und Synode von Quierzy
Gottschalk hatte nach der Rückkehr von seiner Missionierungsreise auf dem Balkan keine Bedenken, im Jahr 848 vor der Mainzer Reichssynode im Stift St. Alban vor Mainz unter Vorsitz Rabanus Maurus’ die gemina praedestinatio zu verteidigen. Ohne dass seine Argumente recht zur Kenntnis genommen wurden, verurteilte man ihn zu stetem Schweigen, zwang ihn, die eigenen Schriften zu verbrennen, und geißelte ihn danach öffentlich. Diese Verurteilung und ihr Vollzug waren schwere Rechtsbrüche, denn die Synode im Ostfränkischen Reich hatte dazu keine kirchenrechtliche Befugnis. Dann überstellte man ihn dem Erzbischof Hinkmar von Reims.
Auch vor der Synode von Quierzy 849 hielt Gottschalk an seiner Interpretation der augustinischen Prädestinationslehre fest. Er bat um ein Gottesurteil (Ordal) – d. h., er wollte nacheinander in Fässern mit siedendem Wasser, Fett und Öl baden, um die Wahrheit seiner Lehre zu beweisen –, was Hinkmar jedoch ablehnte. Man zwang ihn stattdessen, nach einer vorherigen öffentlichen Geißelung, im Beisein König Karls des Kahlen seine eigenen Schriften zu verbrennen. Augenzeugen berichten, Gottschalk habe seine Arbeiten erst ins Feuer geworfen, als er vor Schmerz nicht mehr bei Sinnen gewesen sei.
Des Weiteren berief man sich auf einen Formfehler bei seiner Priesterweihe, um ihm neben der Verbreitung häretischer Lehren auch unerlaubtes Predigen und unerlaubtes Spenden der Sakramente vorwerfen zu können. Gottschalk wurde der Priesterwürde entkleidet und kam zu lebenslanger Haft in das Kloster Hautvillers. Dort hatte er immerhin die Freiheit, die meisten seiner Werke zu verfassen.

### Aufarbeitung des Verfahrens gegen Gottschalk
Wegen der Härte des Urteils und des zweifelhaften Vorgehens der federführenden Gegner Gottschalks, Hraban und Hinkmar, erhob sich unter vielen Theologen, besonders im Westreich, energischer Protest. Es kam zu heftigen Auseinandersetzungen mit Kirchenmännern aus dem südwestlichen Reichsteil, die letztlich sogar in ein Schisma zu führen drohten, weil sich zeigte, dass auch andere Theologen für Gottschalks Auslegung eintraten. Der König sah sich zum Eingreifen veranlasst und beauftragte Hinkmar, Gutachten zur Prädestinationslehre einzuholen. Die Mehrheit der Gutachter kam zu einem für Hraban und Hinkmar verheerenden Urteil: Man sprach Gottschalk zu, durchaus im Sinne Augustins argumentiert zu haben.

### Erneute Auseinandersetzungen um die Prädestinationslehre
Eines der wenigen gegen Gottschalk sprechenden Gutachten stammte von Johannes Scotus Eriugena, der den frühen Augustin heranzog, welcher die menschliche Willensfreiheit gegen die Manichäer verteidigt und dem Bösen kein substantielles Sein zugesprochen hatte. Damit entfiel jener fatale Kern der Spätphilosophie und -theologie Augustins, auf den Gottschalk sein Augenmerk gelegt hatte.
An diesem Gutachten entzündete sich nun der Streit von neuem in aller Heftigkeit, sodass sich Hinkmar schließlich veranlasst sah, öffentlich abzustreiten, er habe es in Auftrag gegeben. Denn jene Theologen, die sich vorher noch auf Gottschalks Seite gestellt hatten, fielen nun über Eriugena her und bezichtigten ihn der Häresie. Hinkmar hatte eine Lawine losgetreten, die ihn nun selbst zu überrollen drohte. Die Kirche des Südwestens ging zum Angriff über; es drohte ein Kirchenschisma. Der vermeintliche neue Übeltäter Eriugena stand unter dem persönlichen Schutz Karls des Kahlen und war damit unangreifbar. Gottschalk gelang es nach wie vor, die Debatten mitzubestimmen, weil ihm in Hautvillers hilfreiche Mönche beistanden, ihn mit Schreib- und Lesematerial versorgten sowie trotz strenger Verbote Botendienste leisteten.
Auch theologisch war Hinkmar zunächst nicht imstande, die gefährliche Situation in den Griff zu bekommen. Er versuchte sich selbst in kleineren Arbeiten über Augustin, um die Debatte besser in seinem Sinne steuern zu können. Hraban war inzwischen verstorben und konnte ihm das nicht mehr abnehmen. Als sich der Papst selbst, der Tendenzen hin zur Position des späten Augustin erkennen ließ, der Sache anzunehmen begann, schien die Sache des Erzbischofs von Reims beinahe schon verloren, zumal es Sympathisanten Gottschalks gelungen war, ein Schreiben des verurteilten Mönches, mit Bitte um päpstliche Stellungnahme zu seinem Fall, aus dem Kloster heraus und nach Rom zu bringen. Hinkmar wurde vom Papst aufgefordert, sich zusammen mit Gottschalk einer päpstlichen Untersuchung der Vorgänge seit 848 zu unterziehen. Hinkmar gelang es jedoch durch Ignorieren, geschicktes Taktieren und Hinhalten, die Anberaumung dieses Treffens solange zu hintertreiben, bis der Papst gestorben war. Dessen Nachfolger interessierten sich nicht für das Problem der gemina praedestinatio, woraufhin der nun schon jahrelang eingekerkerte Mönch allmählich in Vergessenheit geriet.
Erst Anselm von Canterbury eröffnete um 1100 erneut diese Diskussion, indem er zu zeigen versuchte, dass Prädestination und menschliche Willensfreiheit vereinbar seien.

### Späte Jahre und Tod
Aufgrund der spärlichen Zeugnisse aus seinen letzten Jahren ist von einigen Forschern vermutet worden, Gottschalk sei irgendwann an einer Art Kerkerpsychose erkrankt. Es heißt, er habe sich geweigert, der Körperpflege nachzukommen, und sei auch nicht willens gewesen, die Kleidung zu wechseln. Allerdings sollte bedacht werden, dass diese Zeugnisse von seinen Gegnern stammen. Gleichwohl lässt Gottschalks Naturell diese Verhaltensweisen als möglich erscheinen, denn er galt als unmäßig stolz, gelegentlich auch starrköpfig und wenig pragmatisch. Zugleich wurde ihm unbändige Leidenschaft für den Glauben und die Wahrheit zugeschrieben sowie intellektuelle Redlichkeit, tiefe Frömmigkeit und hohe kognitive wie auch philologische Kompetenz. Einige der schönsten Verse, die die mittellateinische Literatur zu bieten hat, entstammen seiner Feder.
Es ist überliefert, dass Hinkmar Gottschalk an dessen Sterbebett aufforderte, wenigstens einigen seiner Sätze abzuschwören, damit er ihm die letzte Ölung gewähren könne. Gottschalk ist dieser Aufforderung nicht gefolgt. Diese Weigerung bedeutete für einen Menschen des frühen Mittelalters einen wahrscheinlich sehr starken Glauben, wenn er es wagte, ohne die heiligen Sakramente vor Gott zu treten. Gottschalk starb um das Jahr 869 nach zwanzigjähriger Kerkerhaft. Er wurde ohne christliche Bestattung begraben.

## Werke
Von Gottschalk sind mehrere lateinische Hymnen in klassischem Versmaß überliefert. Die Gedichte finden sich in den Monumenta Germaniae Historica. Daneben verfasste er theologische Traktate und grammatische Schriften, die – soweit bisher aufgefunden – 1945 von D.-C. Lambot ediert wurden (Œuvres théologiques et grammaticales de Godescalc d’Orbais; Löwen 1945). Er war einer der bedeutendsten Grammatiker und Augustinus-Kenner seiner Zeit.

## Gedenktag
30. Oktober im Evangelischen Namenkalender.